# Stolperstein in Waiblingen

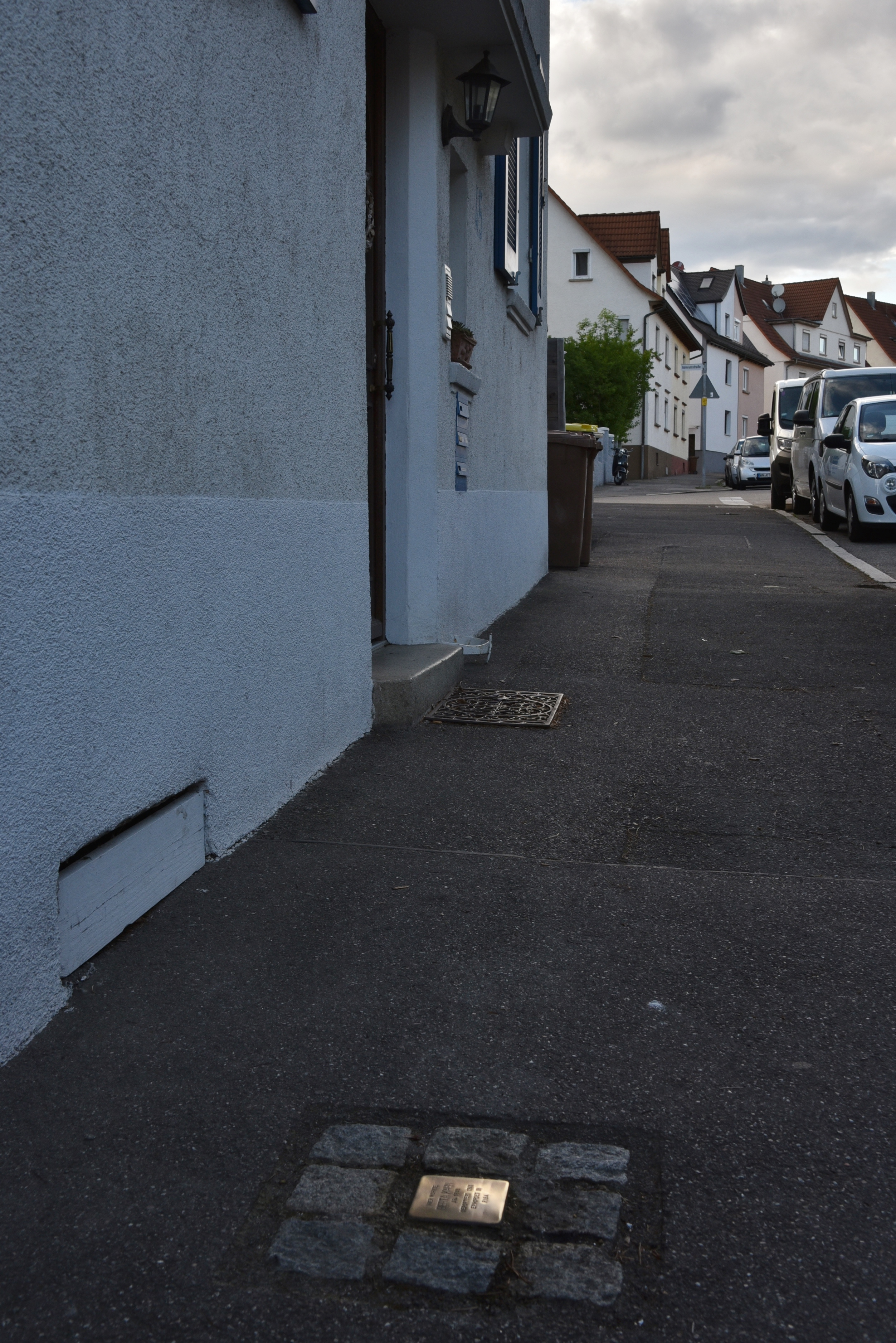
Der bisher einzige Stolperstein in Waiblingen

Der Stolperstein in Waiblingen ist Berta Kahn gewidmet, der letzten Jüdin von Waiblingen in Baden-Württemberg. Stolpersteine werden vom Künstler Gunter Demnig verlegt. Mit diesen Gedenksteinen soll Opfern des Nationalsozialismus gedacht werden, die in Waiblingen lebten und wirkten.
Der bislang einzige Stolperstein von Waiblingen wurde am 18. Mai 2009 verlegt.

## Verlegte Stolpersteine
In Waiblingen wurde ein Stolperstein verlegt.
| Stolperstein | Übersetzung                                                      | Verlegeort                | Name, Leben |
| ------------ | ---------------------------------------------------------------- | ------------------------- | --- |
|              | HIER WOHNTE BERTA KAHN JG. 1880 DEPORTIERT 1941 ERMORDET IN RIGA | Ludwigsburger Straße 45 · | Berta Kahn war die letzte Jüdin von Waiblingen. Sie wurde am 22. Mai 1880 geboren und zog 1905 gemeinsam mit ihrem Ehemann Ludwig Kahn nach Waiblingen, um sich eine Existenz aufzubauen. Das Paar bekam einen Sohn, Benno, geboren 1908. „Viehhändler, Israelit“ – das ist im örtlichen Familienregister über ihren Mann vermerkt. Dieser wurde von den Bauern der Gegend überaus geschätzt, die von ihm verkauften Kühe hatten Tragegarantie. 28 Jahre lang liefen die Geschäfte gut und die Familie konnte einen gewissen Wohlstand erlangen. Nach der Machtergreifung Hitlers und der NSDAP wird alles anders, es folgten Demütigungen, Entrechtung, letztlich Vernichtung der beruflichen Existenz. 1936 emigrierte der Sohn in die USA, 1939 starb der Ehemann. Berta Kahn zog in eine kleine Wohnung in der Ludwigsburger Straße 45 und musste weitere Demütigungen erdulden – Schmähungen, das Tragen des Judensterns, das Verlassen der Stadt nur noch mit Sondergenehmigung. Am 20. November 1941 erhielt sie per Einschreiben die Einteilung zu einem „Evakuierungstransport nach dem Osten“. Berta Kahn wurde nach Lettland verschleppt und dort ermordet. „Ihr Festtagsgeschirr ist heute das einzige gegenständliche Zeugnis ihres langen Lebens in Waiblingen“, so das Haus der Stadtgeschichte, welches dieses Exponat seit 2011 zeigt. |

## Verlegedatum
- 18. Mai 2009